# 1973 en philosophie
Chronologie de la philosophie
- 1969
- 1970
- 1971
- 1972
- 1973
- 1974
- 1975
- 1976
- 1977

L’année 1973 a été marquée, en philosophie, par les événements suivants :

## Publications
- Clément Rosset : L'anti-nature

### Traductions
- Thomas Hobbes : De motu, loco et tempore, (1643, latin) première édition avec le titre Critique du « De Mundo » de Thomas White, introduction, texte critique et notes par J. Jacquot et H.W. Jones, Paris, Vrin-CNRS, 1973.

## Naissances
- 17 avril : Mehdi Belhaj Kacem, philosophe franco-tunisien.
- 14 septembre : Vincent Cespedes, philosophe français.
- Stéphane Sangral, philosophe français.

## Décès
- 7 juillet : Max Horkheimer, philosophe et sociologue allemand, né en 1895, mort à 78 ans.
- 28 avril : Jacques Maritain, philosophe français, né le 18 novembre 1882.
- 8 octobre : Gabriel Marcel, philosophe français, né en 1889, mort à 83 ans.
- 10 octobre : Ludwig von Mises, né le 29 septembre 1881, mort à 92 ans.
- 18 octobre : Leo Strauss, né le 20 septembre 1899.